# مجلس الأمة الكويتي 2022
مجلس الأمة الكويتي 2022 (المبطل) من 18 أكتوبر 2022 حتى 19 مارس 2023، أُجريت انتخابات المجلس في يوم الخميس 29 سبتمبر 2022 وذالك بعد أن صدر مرسوماً بحل مجلس الأمة 2020 في 2 أغسطس 2022 وانتخب المجلس في جلسته الأولى التي عقدت في يوم الثلاثاء 18 أكتوبر 2022 أحمد عبدالعزيز السعدون رئيساً للمجلس ومحمد براك المطير نائباً للرئيس وفي 19 مارس 2023 قررت المحكمة الدستورية إبطال مجلس الأمة 2022 وإبطال العملية الانتخابية بأكملها، وعودة مجلس الأمة 2020 بقوة الدستور كأن الحل لم يكن وذالك بسبب بطلان مرسوم حل مجلس الأمة 2020. 

## انتخابات المجلس
في 28 أغسطس 2022، أصدر سمو الشيخ مشعل الأحمد الجابر الصباح ولي عهد دولة الكويت مرسومًا بدعوة الناخبين لانتخاب أعضاء مجلس الأمة في يوم الخميس 29 سبتمبر 2022 ويأتي ذالك بعد أن أصدر سمو ولي عهد دولة الكويت مرسوماً في 2 أغسطس 2022 بحل مجلس الأمة  وتم فتح باب الترشح للانتخابات خلال الفترة 29 أغسطس 2022 حتى 7 سبتمبر 2022
وفي 29 سبتمبر 2022 أُجريت انتخابات المجلس وفي يوم الجمعة 30 سبتمبر 2022 تم إعلان نتائج الانتخابات

## الأعضاء
| الأعضاء                           | الدائرة الأنتخابية |
| --------------------------------- | ------------------ |
| عبد الله جاسم المضف               | الدائرة الأولى     |
| حسن عبدالله جوهر                  | الدائرة الأولى     |
| أسامة زيد الزيد                   | الدائرة الأولى     |
| أحمد حاجي لاري                    | الدائرة الأولى     |
| عيسى أحمد الكندري                 | الدائرة الأولى     |
| الدكتور عادل جاسم الدمخي          | الدائرة الأولى     |
| أسامة عيسى الشاهين                | الدائرة الأولى     |
| صالح أحمد عاشور                   | الدائرة الأولى     |
| حمد محمد المدلج                   | الدائرة الأولى     |
| خالد مرزوق العميرة                | الدائرة الأولى     |
| الدكتور بدر حامد الملا            | الدائرة الثانية    |
| محمد براك المطير                  | الدائرة الثانية    |
| شعيب علي شعبان                    | الدائرة الثانية    |
| حامد محري البذالي                 | الدائرة الثانية    |
| خليل إبراهيم الصالح               | الدائرة الثانية    |
| الدكتور فلاح ضاحي الهاجري         | الدائرة الثانية    |
| عالية فيصل الخالد                 | الدائرة الثانية    |
| الدكتور حمد محمد المطر            | الدائرة الثانية    |
| عب الوهاب عارف العيسى             | الدائرة الثانية    |
| عبدالله تركي الأنبعي              | الدائرة الثانية    |
| أحمد عبدالعزيز السعدون            | الدائرة الثالثة    |
| مهلهل خالد المضف                  | الدائرة الثالثة    |
| الدكتور عبدالكريم عبدالله الكندري | الدائرة الثالثة    |
| مهند طلال الساير                  | الدائرة الثالثة    |
| عبدالعزيز طارق الصقعبي            | الدائرة الثالثة    |
| الدكتورة جنان محسن بوشهري         | الدائرة الثالثة    |
| عمار محمد العجمي                  | الدائرة الثالثة    |
| حمد عادل العبيد                   | الدائرة الثالثة    |
| فارس سعد العتيبي                  | الدائرة الثالثة    |
| الدكتور خليل عبدالله أبل          | الدائرة الثالثة    |
| شعيب شباب المويزري                | الدائرة الرابعة    |
| محمد هايف المطيري                 | الدائرة الرابعة    |
| مبارك حمود الطشه                  | الدائرة الرابعة    |
| مبارك هيف الحجرف                  | الدائرة الرابعة    |
| ثامر سعد السويط                   | الدائرة الرابعة    |
| مرزوق خليفة الخليفة               | الدائرة الرابعة    |
| سعد علي الخنفور                   | الدائرة الرابعة    |
| الدكتور عبيد محمد الوسمي          | الدائرة الرابعة    |
| عبدالله فهاد العنزي               | الدائرة الرابعة    |
| يوسف محمد البذالي                 | الدائرة الرابعة    |
| حمدان سالم العازمي                | الدائرة الخامسة    |
| سعود عبدالعزيز العصفور            | الدائرة الخامسة    |
| خالد مؤنس العتيبي                 | الدائرة الخامسة    |
| هاني حسين شمس                     | الدائرة الخامسة    |
| الدكتور محمد هادي الحويلة         | الدائرة الخامسة    |
| الصيفي مبارك الصيفي               | الدائرة الخامسة    |
| محمد حسين المهان                  | الدائرة الخامسة    |
| ماجد مساعد المطيري                | الدائرة الخامسة    |
| مرزوق فالح الحبيني                | الدائرة الخامسة    |
| فيصل محمد الكندري                 | الدائرة الخامسة    |

## بطلان المجلس
في 19 مارس 2023 عقدت المحكمة الدستورية جلسة من أجل النظر في العطون الإنتخابية المقدمة للمحكمة ومن بين هذه الطعون الإنتخابية طعن ببطلان إنتخابات مجلس الأمة 2022 لبطلان مرسوم حل مجلس الأمة 2020 وكذالك طعن ببطلان إنتخابات مجلس الأمة 2022 لبطلان المرسوم بقانون بشأن الإنتخاب وقفاً لعنوان السكن في البطاقة المدينة والمرسوم بقانون بشأن أضافة بعض المناطق للدوائر الإنتخابية وأيضاً طعون أخرى بسبب عدم صحة نتائج الإنتخابات
وخلال الجلسة نظرت المحكمة الدستورية في الطعن الإنتخابي الأول المذكور أعلاه حيث قررت المحكمة إبطال مجلس الأمة 2022 وإبطال العملية الإنتخابية بأكملها وعدم صحة عضوية من أعلن فوزهم فيها، وعودة مجلس الأمة 2020 بقوة الدستور كأن الحل لم يكن وذالك بسبب بطلان مرسوم حل مجلس الأمة 2020.